# Riserva naturale (singolo)
Riserva naturale è un singolo della cantante italiana Francesca Michielin, pubblicato il 28 febbraio 2020 come terzo estratto dal quarto album in studio Feat (stato di natura).

## Descrizione
Il singolo ha visto la collaborazione del duo musicale italiano Coma Cose e si caratterizza per un incrocio tra sonorità hip hop e altre di ispirazione space music.

## Tracce
1. Riserva naturale (feat. Coma Cose) – 3:05